# Диспозиція (право)
 Диспози́ція (лат. dispositio – розподіл) — центральний елемент правової норми, в якій зазначаються права та/або обов'язки суб'єктів; частина юридичної норми, яка містить певний припис, заборону, наприклад, та частина закону, в якій сформульовані основні ознаки законодавчого/підзаконного акту, договору, злочину тощо. Диспозиція вказує, описує дозволену (можливу), обов'язкову (необхідну) або заборонену (неприпустиму) поведінку суб'єкта.
Інші елементи правової норми поряд із диспозицією — гіпотеза та санкція.

## Види диспозиції
Можна виділити такі види диспозиції:
1. Залежно від ступеня визначеності:
а) визначена диспозиція - це така диспозиція, яка закріплює однозначне правило поведінки, тобто учасники певних відносин можуть діяти тільки так, як вказано у нормі права, і їм не надається можливостей для вибору іншої поведінки;
б) частково визначена диспозиція - вказує лише на загальні ознаки поведінки, в рамках яких суб'єкти уточнюють свої права і обов'язки самостійно;
в) відносно визначена диспозиція - вказує на права і обов'язки суб'єктів, але надає можливості для їхнього уточнення, залежно від конкретних обставин.
2. Залежно від кількості варіантів поведінки, які пропонує норма:
а) Безальтернативна диспозиція — пропонує суб'єкту лише один варіант поведінки.
Наприклад, згідно з частиною 1 статті 707 Цивільного кодексу України покупець має право протягом чотирнадцяти днів обміняти у продавця непродовольчий товар неналежної якості на аналогічний товар.
б) Альтернативна диспозиція — надає суб'єкту декілька можливих варіантів поведінки.
Так, згідно з частиною 1 статті 708 Цивільного кодексу України покупець, якому продано товар неналежної якості, має право за своїм вибором вимагати у продавця або виготовлювача: 1) безоплатного усунення недоліків товару або відшкодування витрат на їх виправлення; 2) заміни товару на аналогічний товар належної якості або на такий самий товар іншої моделі з відповідним перерахунком у разі різниці в ціні; 3) відповідного зменшення ціни. Також покупець має право відмовитися від договору і вимагати повернення сплаченої за товар грошової суми.
3. Залежно від способу викладення правила поведінки:
а) Проста диспозиція — називає варіант поведінки, проте не розкриває його.
Наприклад, у частині 1 статті 323 Кримінального кодексу України встановлено відповідальність за спонукання неповнолітніх до застосування допінгу.
б) Описова диспозиція — описує всі істотні ознаки поведінки.
Так, у статті 121 Кримінального кодексу України передбачено відповідальність за умисне тяжке тілесне ушкодження, тобто умисне тілесне ушкодження, небезпечне для життя в момент заподіяння, чи таке, що спричинило втрату будь-якого органу або його функцій, психічну хворобу або інший розлад здоров'я, поєднаний зі стійкою втратою працездатності не менш як на одну третину, або переривання вагітності чи непоправне знівечення обличчя.
в) Відсильна диспозиція — не викладає правило поведінки, а відсилає для його ознайомлення до іншої норми.
Наприклад, згідно зі статтею 351 Податкового кодексу України посадовим особам податкової міліції для виконання покладених на них обов'язків надаються права, передбачені певними нормами цього Кодексу, а також деякими нормами Закону України від 20 грудня 1990 року «Про міліцію».
г) Бланкетна диспозиція — є різновидом відсильної диспозиції, яка для розкриття змісту відсилає до інструкцій, правил і технічних норм.
Наприклад, до правил експлуатації транспорту відсилає адресата норма статті 287 Кримінального кодексу України, яка встановлює відповідальність за грубе порушення правил експлуатації транспорту, що убезпечують дорожній рух.
д) Змішана диспозиція — поєднує в собі способи викладення правила поведінки, характерні для інших видів диспозицій (наприклад, описової та відсильної).